# Araeoncus hanno
Araeoncus hanno là một loài nhện trong họ Linyphiidae.
Loài này thuộc chi Araeoncus. Araeoncus hanno được Eugène Simon miêu tả năm 1884.